# Francesco Cergoli
Francesco Cergoli (né le 22 octobre 1921 à Divaccia dans le royaume d'Italie (aujourd'hui Divača en Slovénie) et mort en 2000) est un footballeur et entraîneur italien, qui évoluait au poste d'attaquant.

## Biographie

### Joueur
Formé par l'Associazione Calcio Monfalcone, il y fait ses débuts professionnels en 1938 et y reste pendant deux saisons, avant de rejoindre Triestina Calcio puis l'Atalanta. 
En 1947, il rejoint le premier gros club de sa carrière, la Juventus (avec qui il joue sa première rencontre le 25 janvier 1948 lors d'une victoire 6-0 contre Bari), et y restera pendant deux saisons, pour ensuite retourner à l'Atalanta puis au Calcio Lecco.
Il part ensuite au Molfetta Sportiva 1917 en 1973 avant de retourner finir sa carrière au club de ses débuts.

### Entraîneur
Après la fin de sa carrière footballistique, il s'engage dans une carrière d'entraîneur, commençant par s'occuper des équipes jeunes du SPAL Ferrara de 1967 à 1971. En 1973-1974, il prend les rênes d'un de ses anciens clubs, l'Unione Sportiva Triestina Calcio puis enfin du Morrone Cosenza.